# Saint-Georges (Lot-et-Garonne)
Saint-Georges (okzitanisch: Sant Jòrdi) ist eine französische Gemeinde mit 510 Einwohnern (Stand: 1. Januar 2022) im Département Lot-et-Garonne in der Region Nouvelle-Aquitaine (bis 2016: Aquitanien). Sie gehört zum Arrondissement Villeneuve-sur-Lot und zum Kanton Le Fumélois.

## Geografie
Die Gemeinde Saint-Georges liegt 22 Kilometer ostnordöstlich von Villeneuve-sur-Lot am Fluss Lot, der die nordwestliche Grenze der Gemeinde Saint-Georges bildet. Umgeben wird Saint-Georges von den Nachbargemeinden Saint-Vite im Norden, Montayral im Nordosten, Bourlens im Osten und Südosten, Cazideroque im Süden, Trémons im Südwesten sowie Trentels im Westen.

## Geschichte
Die Gemeinde Saint-Georges entstand 1947 aus Teilen der Gemeinde Saint-Vite, in die sie erst 1806 eingegliedert wurde.

### Bevölkerungsentwicklung
| Jahr                       | 1962 | 1968 | 1975 | 1982 | 1990 | 1999 | 2006 | 2012 | 2022 |
| -------------------------- | ---- | ---- | ---- | ---- | ---- | ---- | ---- | ---- | ---- |
| Einwohner                  | 478  | 500  | 530  | 548  | 572  | 561  | 550  | 550  | 510  |
| Quellen: Cassini und INSEE |      |      |      |      |      |      |      |      |      |

## Sehenswürdigkeiten

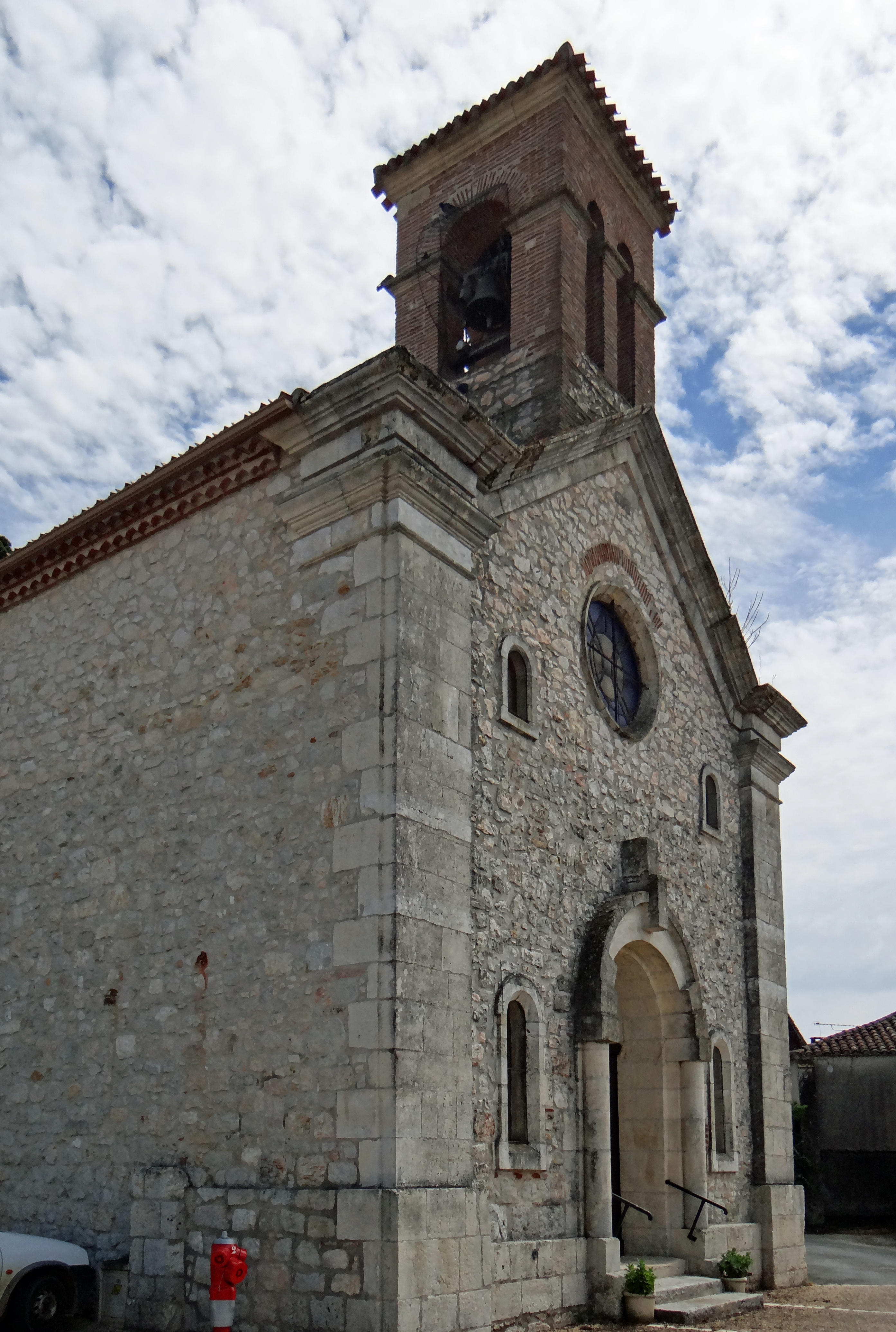
Kirche Saint-Georges
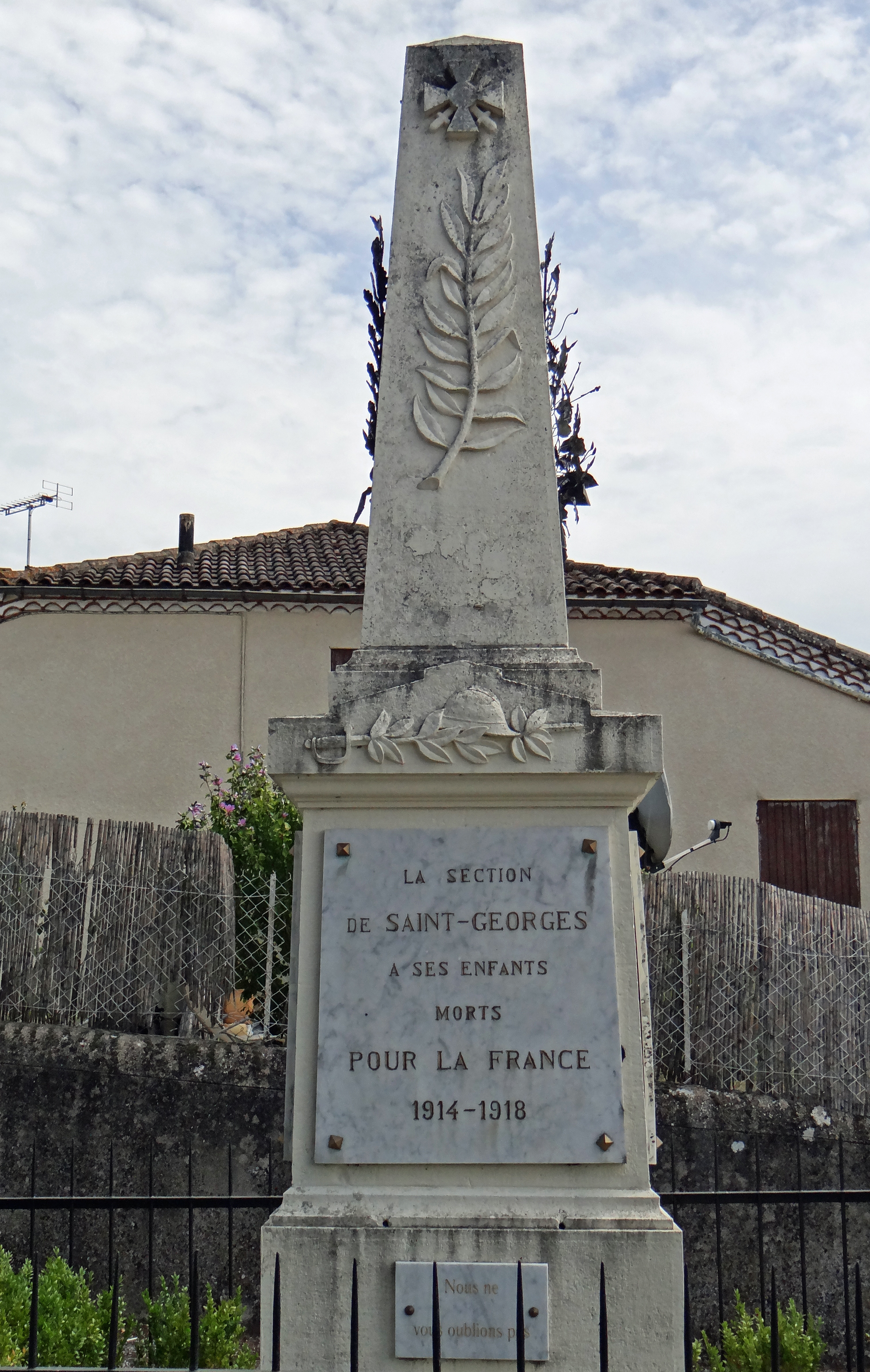
Schloss Montbeau

- Kirche Saint-Georges
- Gefallenendenkmal